# Helogenes
Helogenes – rodzaj słodkowodnych ryb sumokształtnych z rodziny Cetopsidae. 

## Zasięg występowania
Północna część Ameryki Południowej – Kolumbia, Brazylia, Boliwia, Ekwador, Gujana Francuska, Gujana, Peru, Surinam i Wenezuela.

## Klasyfikacja
Gatunki zaliczane do tego rodzaju:
- Helogenes castaneus
- Helogenes gouldingi
- Helogenes marmoratus
- Helogenes uruyensis

Gatunkiem typowym jest Helogenes marmoratus.